# Johnny Test (jeu vidéo)
Johnny Test est un jeu vidéo développé par Sarbakan, édité par 505 Games et sorti en 2011 sur Nintendo DS. Il s'agit d'une adaptation de la série télévisée d'animation éponyme.